# Hollywood (Lied)
Hollywood ist ein Lied des US-amerikanischen Rappers Jay-Z aus seinem neunten Musikalbum Kingdom Come (2006). Die Single erschien in den Vereinigten Staaten am 23. Januar 2007. Das Lied ist eine Zusammenarbeit und ein Duett mit seiner Ehefrau, der Sängerin Beyoncé Knowles. Hollywood ist eine Mischung aus Hip-Hop und R&B.
Musikkritiker lobten die musikalische Umsetzung des Liedes und besonders Beyoncé Knowles Gesang. Hollywood erschien nur als digitale Single und erreichte durch Downloadverkäufe und Airplay auf diversen Radiostationen den Einstieg in die US-amerikanischen Hot R&B/Hip-Hop Charts, sowie in die Rap-Charts im März 2007. In Australien schaffte es das Lied ebenfalls in die Charts. Später nahm Beyoncé Knowles eine Soloversion des Liedes auf, welche den Titel Welcome to Hollywood trug und auf der Deluxe-Edition ihres zweiten Musikalbums B’Day (2006) erschien.

## Hintergrund
Hollywood, eine Zusammenarbeit mit Beyoncé Knowles, ist der zehnte Titel auf Jay-Zs neuntem Musikalbum Kingdom Come (2006). Das Lied wurde von Shawn Carter zusammen mit Shaffer Smith geschrieben und von Reggie „Syience“ Perry produziert. Es lässt sich musikalisch dem Hip-Hop und dem R&B zuordnen und enthält ebenso Elemente der Disco- und Dance-Musik. Das Lied wurde von der Plattenfirma Def America erstmals am 23. Januar 2007 zum Spielen auf den US-amerikanischen Spezialradiosendern (für das sogenannte „Rhythmic Radio“) freigegeben, auf den Mainstream-Stationen wurde es ab dem 6. Februar 2007 gespielt.
Das Lied behandelt den Starruhm in Hollywood mit all seinen negativen Eigenheiten, den Paparazzi, Drogensucht, der Selbstverliebtheit, dem Erfolgsdruck und der Selbstverleugnung, die vielen Hollywood-Stars zu eigen ist. Das Lied beschreibt das Problem aus der Sicht der beiden Sänger und spielt auf deren Biografien an.

## Kritik
Hollywood wurde von Musikkritikern gemischt aufgenommen, besonders Beyoncés Gesang und die R&B-Elemente des Liedes wurden positiv bewertet. Spence D., Redakteur von IGN Music, erklärte, dass Knowles in Hollywood „glänze“. Die gleiche Meinung hatte Kelefa Sanneh von The New York Times, welche sagte, dass Knowles in Hollywood einmal mehr fabelhaft singe. Henry Adaso von About.com bezeichnete dagegen die Zusammenarbeit von Jay-Z und Knowles in Hollywood als schlimmstes Lied des Albums. Louis Pattison vom New Musical Express erklärte, dass Knowles das Lied mit ihren Gesang eindrucksvoll. Michael Endelman von Entertainment Weekly beschrieb Hollywood meinte, der titel würde eher in eine Revue in Las Vegas gehören, als auf ein modernes Hip-Hop-Album. Azeem Ahmad von musicOMH whält das Lied für etwas zu poppig und Klischee-beladen. Es sei lediglich ein schwacher Abklatsch von Do U Wanna Ride von Kanye West featuring John Legend.

## Titelliste
- CD single[12]

1. Hollywood (Radioversion)
2. Hollywood (Albumversion)
3. Hollywood (Instrumentalstück)

## Charts

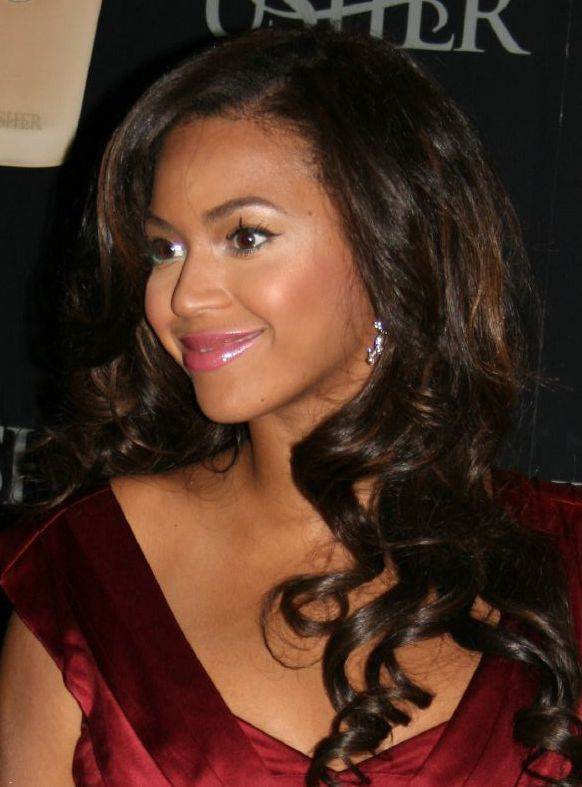
Beyoncé Knowles im Jahr 2007

Hollywood debütierte am 17. Februar 2007 auf Platz 78 der US Hot R&B/Hip-Hop Charts. Am 3. März 2007 stieg das Lied von Platz 72 auf Platz 56 und erreichte seine Höchstplatzierung. In dieser Woche gelang dem Titel auch ein erfolgreicher Sprung um mehrere Plätze, nur Beyoncé Knowles’ Listen (2007) verbuchte noch höhere Sprünge in den Charts. Am 3. März 2007 debütierte Hollywood auf Platz 21 der US Hot Rap Songs Chart, was auch die Höchstposition blieb.
In Australien debütierte Hollywood am 23. April 2007 auf Platz 78 der australischen Charts und auf Platz 27 der australischen Urban-Charts. In der nächsten Woche erreichte das Lied Platz 47.

### Platzierungen
| Chart (2007)             | Höchstposition |
| ------------------------ | -------------- |
| Australien               | 98             |
| US Hot R&B/Hip-Hop Songs | 56             |
| US Hot Rap Tracks        | 21             |
| US Rhythmic Top 40       | 36             |

## Beyoncé Knowles Solo Version
Das Lied erschien auch 2007 als fünftes Lied auf der Deluxe Edition von Knowles B’Day (2006) unter dem Titel Welcome to Hollywood. Alle Rap-Passagen von Jay-Z wurden entfernt und durch Knowles Hook ersetzt. Jay-Zs letzte Strophe allerdings wurde von Knowles eingerappt. Im Chorus hört man Jay-Z dagegen weiterhin im Hintergrund. Knowles Solo-Version erschien auch auf ihrem Live-Album The Beyoncé Experience 2007. Eine Karaoke-Version erschien im Jahr 2008 auf ihrem Karaoke-Album Beyoncé Karaoke Hits, Vol I.